# Hypertropha chlaenota
Hypertropha chlaenota är en fjärilsart som beskrevs av Edward Meyrick 1886. Hypertropha chlaenota ingår i släktet Hypertropha och familjen plattmalar. Inga underarter finns listade i Catalogue of Life.

## Bildgalleri

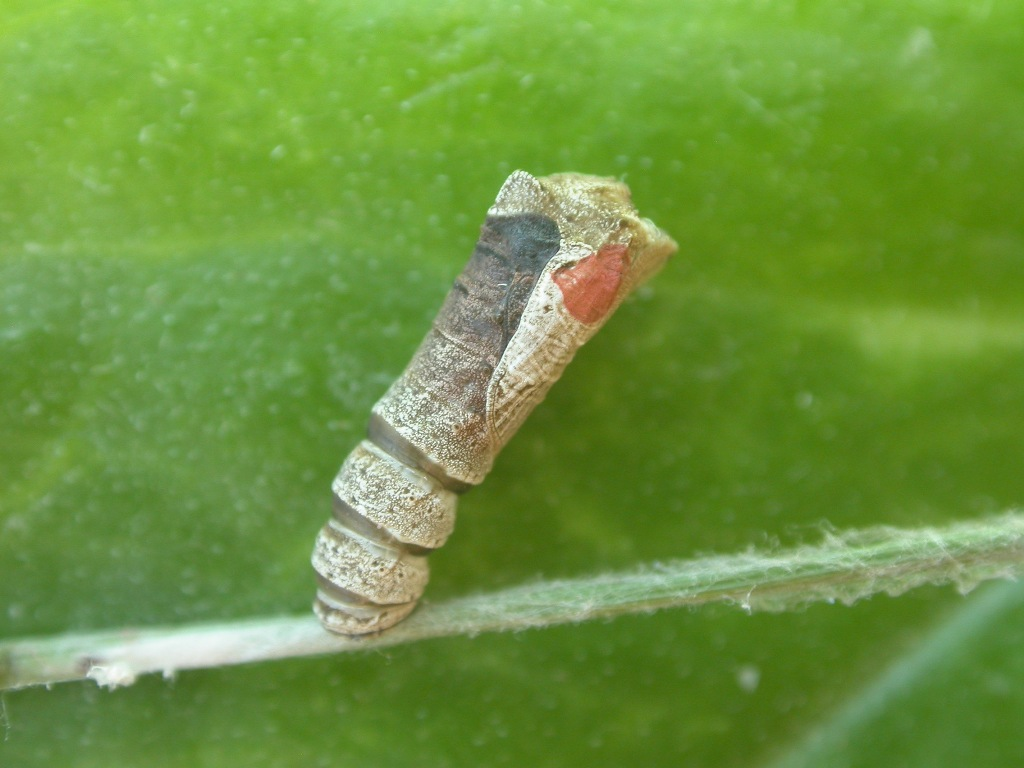